# Louis Poinsot
Louis Poinsot (Clermont, 3 de enero de 1777 - París, 5 de diciembre de 1859) fue un matemático y físico francés conocido por sus contribuciones a la dinámica de los sólidos y a la mecánica racional. Ideó la mecánica geométrica, que demuestra cómo un sistema de fuerzas que actúan sobre un cuerpo rígido se puede resolver en una sola fuerza resultante y en un par de fuerzas de giro.

## Biografía
Hijo de un tendero de Beauvais, cursó estudios de retórica en el Liceo Louis-le-Grand de París entre 1789 y 1793. Estudiante brillante de literatura clásica, se presentó al primer examen de admisión para la Escuela Politécnica (entonces Escuela Central de Obras Públicas) y pese a su ignorancia en álgebra (dio "su palabra de honor de que 'aprendería' esta materia"), fue admitido en 1794.
Entre 1800 y 1803, Poinsot reside en París sin poder ejercer de ingeniero, por lo que se dedica a preparar sus notas para un curso de estática, que se convertirán en un libro de gran éxito: Les Éléments de statique (1803) (reeditado once veces hasta 1877). Definiciones precisas, claridad del razonamiento, y la reducción sistemática de las cuestiones a métodos geométricos revelan el estilo de Poinsot, que ese mismo año, renuncia a la carrera de ingeniero y fue contratado como profesor de matemáticas en el Liceo Bonaparte. Reconocido por el Instituto, presentó una memoria (entonces impresa bajo el título de La teoría general del equilibrio y el movimiento de los sistemas) criticando el principio del trabajo virtual, método elegido por Joseph-Louis Lagrange para axiomatizar la estática en su Mecánica Analítica de (1788). Lagrange, que era entonces el decano y la autoridad suprema del Instituto, tuvo dos tensas reuniones con el joven autor. Parece que Lagrange, si no convencido por los argumentos de Poinsot, al menos reconoció su rigor y coraje: obtuvo el cargo de Inspector de Universidades en 1808.
En este papel, Poinsot se esforzó por promover la enseñanza de la ciencia, entonces casi inexistente, especialmente en las universidades y escuelas secundarias. En la literatura, aconsejó a los maestros para que limitasen los cursos a un pequeño número de obras seleccionadas, poniendo de relieve su valor ejemplar. En particular, alentó la memorización de textos clásicos.
En paralelo, fue profesor de análisis en la Politécnica de 1809 hasta 1811.
A la muerte de Lagrange (1813), Poinsot fue elegido para el Instituto (Academia de Ciencias) en el aula de matemáticas; pero a la llegada de la Restauración Monárquica tras la Revolución Francesa, al igual que otros dignatarios del régimen imperial, fue relevado de sus diferentes cargos. Sus relaciones con Siméon Denis Poisson (público y notorio defensor de la monarquía) son degradantes, y la Inspección General le obliga a suscribir la adhesión al nuevo monarca, Carlos X (orden del 22 de septiembre de 1824). Sospechoso de ser un simpatizante del liberalismo, su entusiasmo por el sistema político positivo de Auguste Comte todavía complicará más su situación.

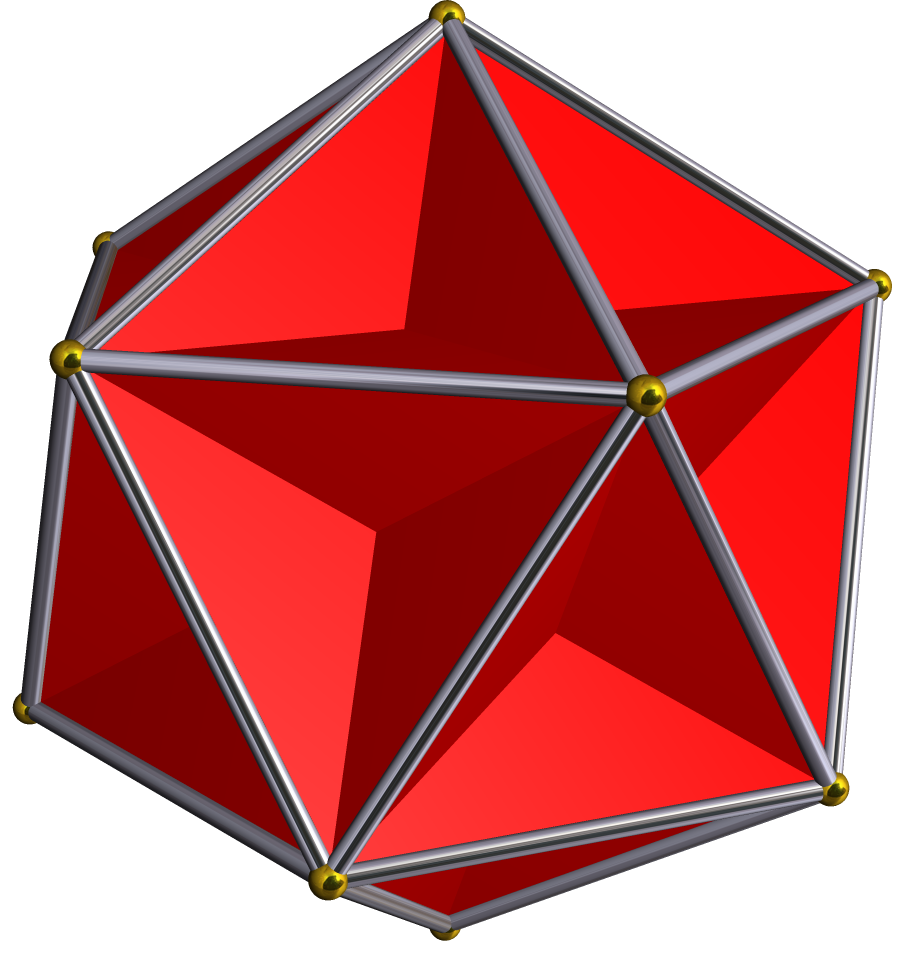
Gran dodecaedro (sólido de Poinsot)

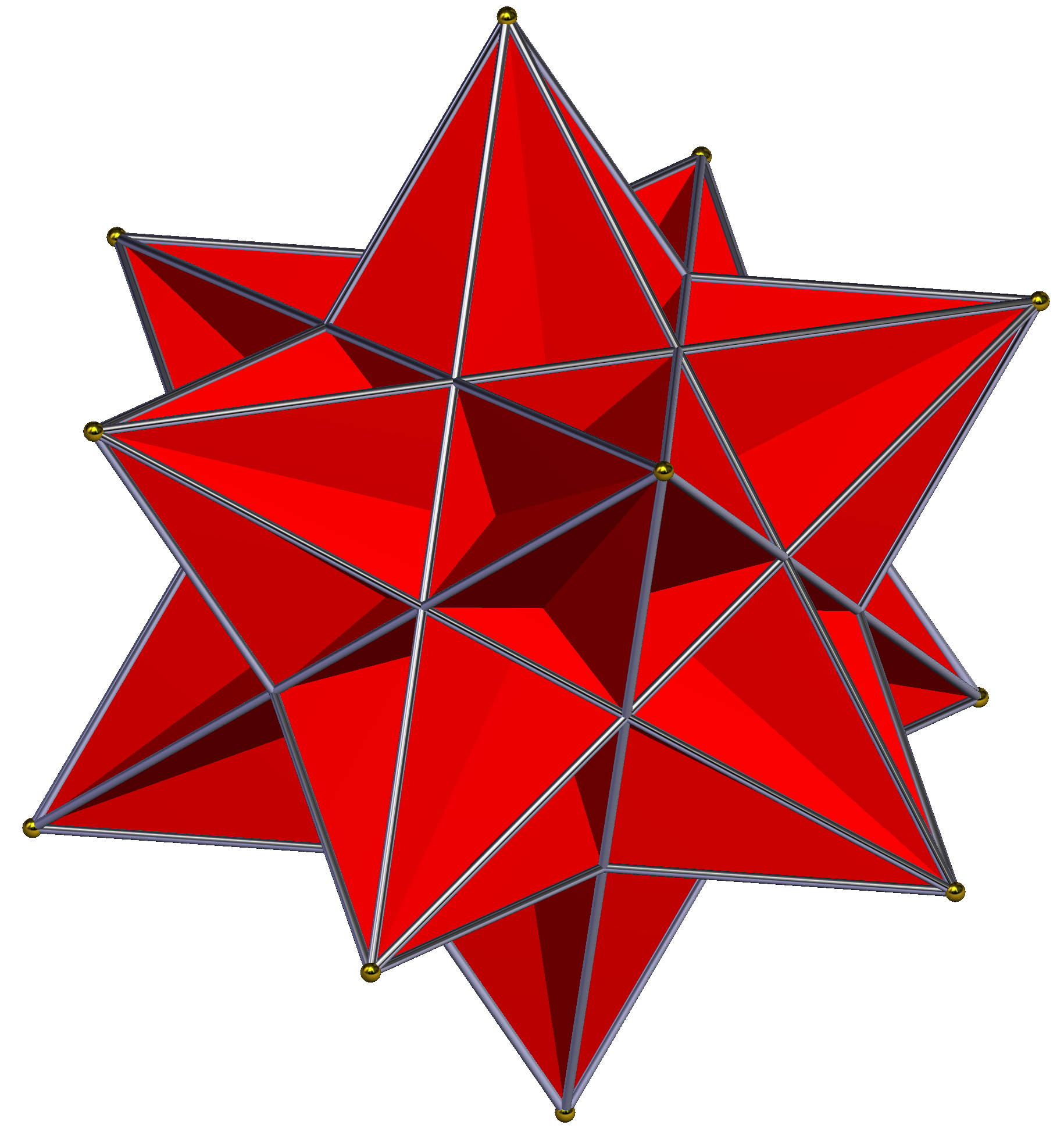
Gran icosaedro (sólido de Poinsot)

Haciéndose eco de los comentarios de Adrien-Marie Legendre sobre poliedros, definió dos poliedros regulares estrellados que todavía no se habían considerado, y mostró un argumento combinatorio para demostrar que no puede haber otros (1809), aunque la demostración concluyente de este hecho fue aportada por Cauchy en 1813. En realidad, publicó el descubrimiento de cuatro nuevos poliedros regulares, sin estar al tanto de que dos de ellos ya aparecían en un trabajo de Johannes Kepler de 1619.
En su esfuerzo por geometrizar la mecánica, Poinsot sacó a la luz la importancia de los conceptos de resultante y de par de fuerzas, que muestran la clave para reducir un sistema de fuerzas que actúan sobre un sólido. En su nueva teoría de la rotación de un cuerpo (1834), demostró que el movimiento de un sólido se descompone en una rotación instantánea alrededor de un eje y en una traslación instantánea paralela a este eje; entonces el movimiento de un sólido alrededor de un punto fijo (movimiento de Poinsot) puede ser ilustrado por la rodadura de un cono fijado al sólido sobre otro cono fijo. Su estudio del movimiento del cono es una generalización de la teoría de Euler (que analizó la rotación de un cono alrededor de un eje fijo). El clasicismo de Poinsot le llevó a refutar la teoría matemática de la elasticidad, por entonces en auge, ya que en su opinión, introducía supuestos adicionales innecesarios en la mecánica del punto y de los sólidos rígidos. Este enfoque influyó en algunos notables físicos posteriores, como los hermanos Cosserat.

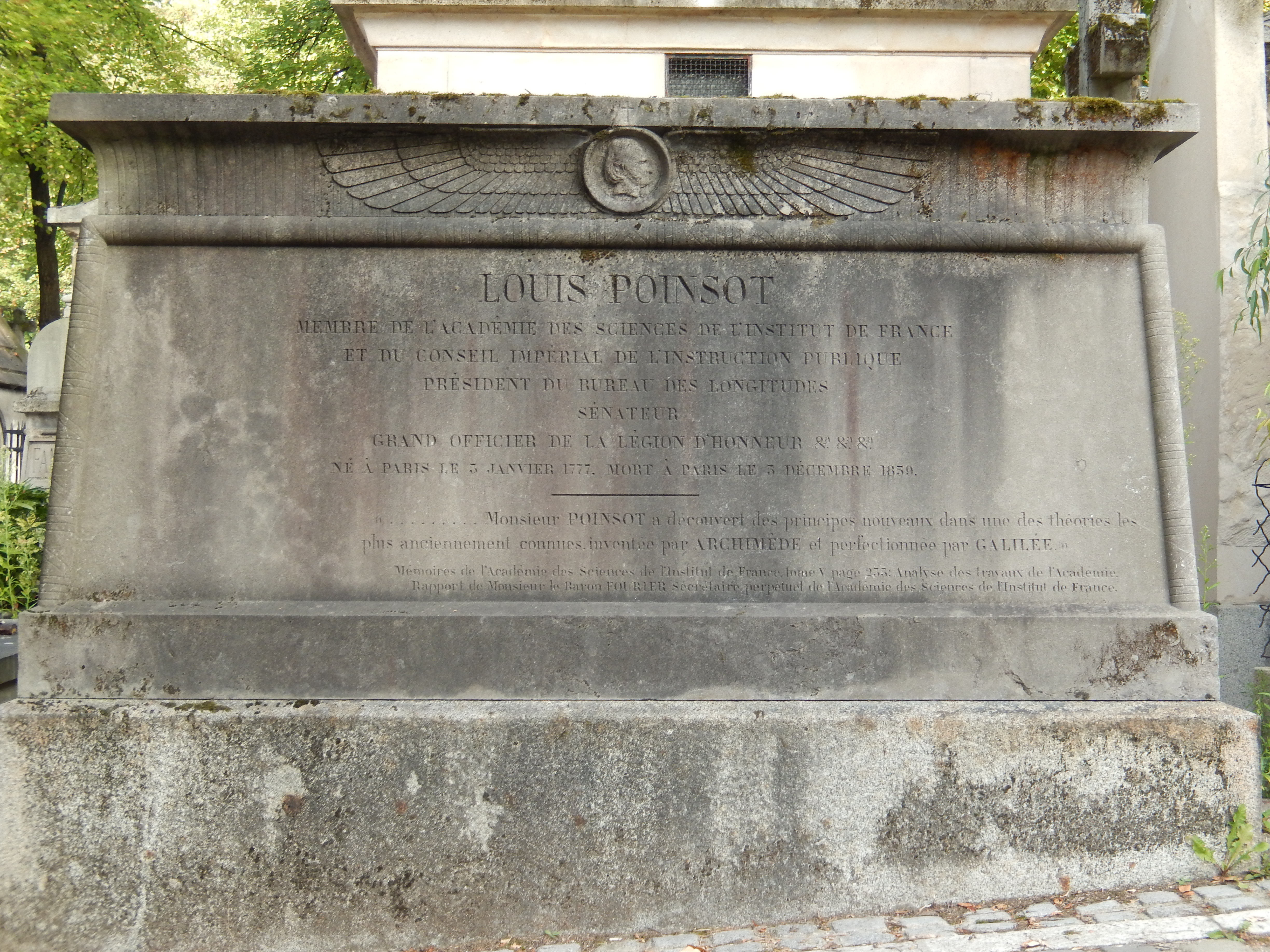
Tumba de Louis Poinsot (cementerio del Père Lachaise, división 4)

Tras los días de la Revolución de 1830, se vuelve a incrementar la presión en torno a los defensores del positivismo y los liberales en general. Elegido para el desarrollo del Consejo Politécnico, y siendo astrónomo del Bureau des Longitudes en 1839, Poinsot sólo puede encontrar el puesto de Asesor Real sobre Instrucción Pública en el arranque del mandato de Siméon Denis Poisson en 1840 como decano de la Facultad de Ciencias de París.
Criticado por Auguste Comte por su insuficiente apoyo en contra de la candidatura de Charles Sturm en el Politécnico, tuvo que redoblar sus precauciones incluso cuando el padre del positivismo fue derrocado de este establecimiento en 1845. Deseoso de promover la enseñanza de las matemáticas en Francia, en 1846 inició un aula de geometría en la Sorbona, confiada a Michel Chasles.
Con la restauración del Imperio de Napoleón III, fue rehabilitado y nombrado miembro del Senado y Par de Francia (1852).
Desde el punto de vista político, Poinsot fue:

Moderadamente liberal en sus opiniones políticas, ya que protestó contra el clericalismo de la Restauración, pero más tarde aceptó la nominación a la Cámara de París (1846) y al Senado (1852).
R Taton, Biography in Dictionary of Scientific Biography (New York 1970-1990)

Falleció en París el 5 de diciembre de 1859, a los 82 años de edad. Sus restos descansan en el cementerio del Père-Lachaise de París.

## Obra
Se destacan entre sus obras las siguientes:
- Éléments de statique 1803
- Mémoire sur la composition des moments et des aires dans la Mécanique 1804
- Mémoire sur la théorie générale de l'équilibre et du mouvement des systèmes 1806
- Sur les polygones et les polyèdres 1809
- Recherches sur l'analyse des sections angulaires 1825
- Théorie et détermination de l'équateur du système solaire 1828
- Théorie nouvelle de la rotation des corps 1834
- Théorie des cônes circulaires roulants 1853

## Reconocimientos
- Miembro de la Royal Society en 1858.[5]
- Nombrado Caballero de la Legión de Honor.
- Es uno de los 72 científicos cuyo nombre figura inscrito en la Torre Eiffel.
- El cráter lunar Poinsot lleva este nombre en su honor.[6]